# 张敏 (1936年)
张敏（1936年10月—），男，福建福州人，中华人民共和国医学家、政治人物，山东大学教授，曾任山东省政协副主席，中国农工民主党中央委员会常务委员、山东省委员会主任委员，第八、九、十届全国人大代表。